# Thieves Like Us
Thieves Like Us (bra: Renegados até a Última Rajada; prt: Todos Somos Ladrões) é um filme estadunidense de 1974, dos gêneros policial e drama romântico, dirigido por Robert Altman, com roteiro baseado no romance homônimo de Edward Anderson.
O livro já tivera uma adaptação em 1949, com They Live by Night, de Nicholas Ray.
O filme participou do Festival de Cannes de 1974.

## Elenco
- Keith Carradine...Bowie
- Shelley Duvall...Keechie
- John Schuck...Chicamaw
- Bert Remsen...T-Dub
- Louise Fletcher...Mattie
- Tom Skerritt...Dee Mobley

## Sinopse
Bowie, um jovem condenado por assassinato, juntamente com os dois ladrões de bancos Chicamaw e T-Dub escapa de uma prisão rural do Mississippi nos anos de 1930. Eles ficam escondidos por um tempo no posto de gasolina de Dee Mobley enquanto se preparam para novos roubos a bancos.
Bowie conhece a filha de Dee, Keechie, e os dois iniciam um romance. Quando Bowie sofre um acidente de carro, Keechie cuida dele e os dois decidem ir morarem juntos depois que ele se recupera. Bowie e os outros dois assaltam vários bancos, o que coloca toda a polícia estadual atrás deles.

## Produção
O filme não conta com uma "trilha sonora". Toda a música vem das rádios constantemente sintonizadas pelos personagens. Também são ouvidos trechos de programas famosos da época, como o seriado "O Sombra" (com a sua risada sinistra) e uma dramatização de Romeu e Julieta.[carece de fontes?]